# Gerd Hahn
Gerd Jürgen Hahn (* 1981 in Balingen) ist ein deutscher Wirtschaftswissenschaftler und Unternehmensberater. Bis 2021 war er Inhaber einer Stiftungsprofessur für Operations Management und Prozessinnovation an der German Graduate School of Management and Law (GGS) in Heilbronn. Seither ist er beim Unternehmen PD – Berater der öffentlichen Hand tätig.

## Leben
Nach dem Abitur am Wirtschaftsgymnasium Albstadt absolvierte Hahn ab 2001 ein Studium der Betriebswirtschaftslehre an der KU Eichstätt-Ingolstadt und der Universität Antwerpen, das er 2006 als Diplom-Kaufmann abschloss. Er war von 2007 bis 2012 als Unternehmensberater für McKinsey & Company tätig und wurde 2011 von der KU Eichstätt-Ingolstadt zum Dr. rer. pol. promoviert. 2013 nahm Hahn einen Ruf an die Universität Mannheim auf eine Stiftungs-Juniorprofessur für Supply Chain Management an.
Seit April 2015 ist Hahn als Professor für Operations Management und Prozessinnovation an der German Graduate School of Management and Law (GGS) in Heilbronn tätig. Er ist Autor von referierten Fachartikeln, Konferenz- und Buchbeiträgen sowie Gutachter für verschiedene Fachzeitschriften und Förderwerke. Zu seinen Forschungsschwerpunkten gehören Wertorientiertes Supply Chain Management, Robuste Planung und Steuerung von Produktionssystemen, IT-Systeme im Operations Management und Automotive Supply Chains.
Hahn ist ehemaliger Stipendiat der Studienstiftung des deutschen Volkes und Preisträger des Wissenswettbewerbs Logistik Masters 2006 des Fachmagazins VerkehrsRundschau. Er wurde 2010 mit dem Horst-Wildemann-Preis für innovative Managementkonzepte als Best-Paper-Award für Nachwuchswissenschaftler von der Wissenschaftlichen Kommission für Produktionswirtschaft im Verband der Hochschullehrer für Betriebswirtschaft ausgezeichnet.

## Publikationen
- Value-based Performance and Risk Optimization in Supply Chains, KU Eichstätt-Ingolstadt 2011 (= Dissertation).
- mit Marcus Brandenburg und Tobias Rebs (Hrsg.): Social and Environmental Dimensions of Organizations and Supply Chains. Tradeoffs and Synergies, Springer Verlag, Cham 2018, ISBN 978-3-319-86656-7.